# Auguste de Leuze
Joachim-Auguste de Leuze (Bergen, 20 januari 1769 - Anderlues, 25 mei 1855), ook genaamd Augustin de Leuze, was een lid van het Belgisch Nationaal Congres.

## Levensloop
Baron de Leuze behoorde tot een familie die in 1678 en 1722 adelserkenningen verkreeg. Anasthase de Leuze, grootvader van Joachim-Auguste, verkreeg in 1750 de erfelijke baronstitel. Joachim was de zoon van baron Alexis de Leuze en Marie-Benoîte du Sart de Molenbaix. Vanaf 1817 behoorde hij tot de ridderschap voor de Nederlandse provincie Henegouwen en werden zijn adellijke status en zijn titel bevestigd. Hij trouwde rond 1800 met Henriette Robert de Robertsart (1774-1856) en ze kregen twee zonen (vroeggestorven) en twee dochters. De naamdragers zijn in 1891 uitgestorven.
Joachim de Leuze begon aan een loopbaan als officier in dienst van Oostenrijk. Onder het Verenigd Koninkrijk der Nederlanden werd hij lid van de Provinciale Staten van Henegouwen.
In 1830 werd hij tot lid van het Nationaal Congres verkozen voor het arrondissement Thuin. Hij stemde voor de onafhankelijkheidsverklaring en voor de eeuwigdurende uitsluiting van de Nassaus.
Door zijn collega's werd hij niet helemaal ernstig opgenomen.  Hij stemde voor Karel van Oostenrijk-Teschen in de eerste stemronde maar in de tweede ronde gaf hij zijn stem aan de hertog van Nemours. Voor het regentschap stemde hij voor Surlet de Chokier. Toen alleen nog de kandidatuur van Leopold van Saksen Coburg overbleef, stemde hij voor hem.
Naar het einde toe van de werkzaamheden slaagde hij er in het Congres in rep en roer te zetten. Hij pleitte voor de goedkeuring van het Verdrag der XVIII artikelen en deed dit onder meer door sarcastisch het alternatief van de oorlog aan te prijzen, met een hevig tumult tot gevolg.  Het vergde de tussenkomst van twee zwaargewichten, Sylvain van de Weyer en Charles Rogier om de rust terug te brengen en de Leuze het slot van zijn rede te laten uitspreken.(13 januari 1831).
Hij werd vervolgens nog senator en tot aan zijn dood bleef hij burgemeester van Anderlues, waar hij het kasteel 'Des Loges' bewoonde.